# Dayton's Devils
Pour plus de détails, voir Fiche technique et Distribution.
Dayton's Devils est un film américain, réalisé par Jack Shea, en 1968.

## Fiche technique
- Musique : Marlin Skiles

## Distribution
- Rory Calhoun : Mike Page
- Leslie Nielsen : Frank Dayton
- Lainie Kazan : Leda Martell
- Hans Gudegast : Max Eikhart
- Barry Sadler : Barney Barry
- Pat Renella (en) : Claude Sadi
- Georg Stanford Brown : Theon Gibson
- Rigg Kennedy : Sonny Merton
- Mike Farrell : l'officier naval
- Charles Wagenheim : un pêcheur
- Bruce Glover : lui-même